# Saint-Hilaire-Fontaine
Saint-Hilaire-Fontaine település Franciaországban, Nièvre megyében. Lakosainak száma 171 fő (2022. január 1.). Saint-Hilaire-Fontaine Gannay-sur-Loire, Cronat, Cercy-la-Tour, Charrin, Lamenay-sur-Loire, Montambert és Verneuil községekkel határos.

## Népesség
A település népessége az elmúlt években az alábbi módon változott:
| Lakosok száma | 185  | 185  | 180  | 172  | 166  | 166  | 165  | 164  | 171  |
|               | 2013 | 2015 | 2016 | 2017 | 2018 | 2019 | 2020 | 2021 | 2022 |